# Kerrith Brown
Kerrith Brown, född den 11 juli 1962 i Wolverhampton, Storbritannien, är en brittisk judoutövare.
Han tog OS-brons i herrarnas lättvikt i samband med de olympiska judotävlingarna 1984 i Los Angeles.